# Liste der Baudenkmäler in Rentweinsdorf
Auf dieser Seite sind die Baudenkmäler in dem unterfränkischen Markt Rentweinsdorf zusammengestellt. Diese Tabelle ist eine Teilliste der Liste der Baudenkmäler in Bayern. Grundlage ist die Bayerische Denkmalliste, die auf Basis des Bayerischen Denkmalschutzgesetzes vom 1. Oktober 1973 erstmals erstellt wurde und seither durch das Bayerische Landesamt für Denkmalpflege geführt wird. Die folgenden Angaben ersetzen nicht die rechtsverbindliche Auskunft der Denkmalschutzbehörde.
 Diese Liste gibt den Fortschreibungsstand vom 16. Mai 2024 wieder und enthält 25 Baudenkmäler.

## Baudenkmäler nach Gemeindeteilen

### Rentweinsdorf
| Lage                                      | Objekt                                      | Beschreibung | Akten-Nr.     | Bild                             |
| ----------------------------------------- | ------------------------------------------- | --- | ------------- | -------------------------------- |
| Bundesstraße 279 (Standort)               | Kilometerstein                              | Km 25, Ende 19. Jahrhundert | D-6-74-190-27 | Kilometerstein                   |
| Friedrich-Nembach-Straße 2 (Standort)     | Scheune                                     | Zur Hauptstraße giebelständiger Fachwerkbau mit Satteldach, bezeichnet „1708“ | D-6-74-190-25 | weitere Bilder                   |
| Hauptstraße 11; Hauptstraße 13 (Standort) | Ehemalige Schule, jetzt Wohnhaus            | Zwei zusammengehörige zweigeschossige und traufständige Fachwerkbauten mit Halbwalm und Satteldach, erste Hälfte 19. Jahrhundert | D-6-74-190-7  | Ehemalige Schule, jetzt Wohnhaus |
| Kaulberg 1 (Standort)                     | Pfarrhaus                                   | Zweigeschossiges Walmdachhaus mit Putzgliederungen, im Kern 1505/06, Umbauten um 1724/25 und 1738 (dendro.dat.) | D-6-74-190-5  | weitere Bilder                   |
| Nähe Kappelleite (Standort)               | Friedhofshalle                              | Walmdachbau mit Arkade, Sandsteingliederungen, 18. Jh., mit sieben Grabplatten, Sandstein, eine mit hebräischer Inschrift, 16./17. Jh.; im Friedhof, Anlage seit 1584/85 | D-6-74-190-24 | weitere Bilder                   |
| Nähe Kappelleite (Standort)               | Friedhofskreuz                              | Sandsteinkruzifix, bez. 1911 | D-6-74-190-24 | weitere Bilder                   |
| Nähe Kappelleite (Standort)               | Steinbänke                                  | aus zweitverwendeten Grabplatten | D-6-74-190-24 | weitere Bilder                   |
| Nähe Kappelleite (Standort)               | Grabmalssockel (Bildstockaufsatz?)          | um 1800 | D-6-74-190-24 | weitere Bilder                   |
| Nähe Kappelleite (Standort)               | Grabmal Agnes Müller                        | Grabplatte mit Rundpfeiler und Urne, Sandstein, 1812 | D-6-74-190-24 | weitere Bilder                   |
| Nähe Kappelleite (Standort)               | Adelsfriedhof                               | mit 10 Sandstein-Grabplatten mit quadratischen Inschrifttafeln aus Metallguss, 19. Jh. | D-6-74-190-24 | weitere Bilder                   |
| Nähe Kappelleite (Standort)               | Grabmäler                                   | zwei Grabmäler mit Kreuzen auf einem Kunstfelsen, Ende 19. Jh. | D-6-74-190-24 | weitere Bilder                   |
| Nähe Kappelleite (Standort)               | Grabmal Hübsch                              | mit gotisierendem Kreuz; Ende 19. Jh. | D-6-74-190-24 | weitere Bilder                   |
| Nähe Kappelleite (Standort)               | Kriegerdenkmal für 1914/18                  | Stufensockel mit Postament und lagerndem Akt eines antikischen Kämpfers mit Schwert und Schild, um 1925 | D-6-74-190-24 | weitere Bilder                   |
| Nähe Planplatz (Standort)                 | Gefallenendenkmal für 1870/71               | Pfeiler aus Sandstein mit Inschriften, Reliefs und Medaillonporträts aus Bronze, bezeichnet „1896“ | D-6-74-190-26 | weitere Bilder                   |
| Nähe Planplatz (Standort)                 | Evangelisch-lutherische Pfarrkirche         | Saalbau mit eingezogenem Polygonalchor, Strebepfeilern und mittlerem Fassadenturm mit Zwiebelhaube, Nachgotik, 1597/1600, im 18. Jahrhundert verändert; mit Ausstattung | D-6-74-190-2  | weitere Bilder                   |
| Planplatz 6 (Standort)                    | Altes Schul- und Lehrerwohnhaus             | Zur Kirche traufständiger zweigeschossiger Halbwalmdachbau, Haustein, 18./19. Jahrhundert | D-6-74-190-18 | weitere Bilder                   |
| Planplatz 8 (Standort)                    | Schlosswirtschaft                           | Zum Planplatz giebelständiger zweigeschossiger Eckbau, 1843, Fachwerkobergeschoss und Fachwerkgiebel von 1673 | D-6-74-190-6  | weitere Bilder                   |
| Planplatz 9 (Standort)                    | Ehemalige Orangerie des Schlosses           | Zweigeschossiger Mansardwalmdachbau mit eingeschossigen Trakten, 1773/74 nach Plänen von Johann Baptist Jakob von 1761 | D-6-74-190-1  | weitere Bilder                   |
| Planplatz 1 (Standort)                    | Schloss Rentweinsdorf                       | Dreigeschossige Dreiflügelanlage mit Mansarddach und Lisenengliederung, 1750 von Johann David Steingruber für Baron Johann Friedrich II. von Rotenhan begonnen, 1752 von Michael Küchel fortgeführt, vollendet 1762                                                                          | D-6-74-190-3  | weitere Bilder                   |
| Planplatz 1 (Standort)                    | Schloss Rentweinsdorf                       | Zugehöriger Park mit flussartigem Weiher | D-6-74-190-3  | weitere Bilder                   |
| Planplatz 1 (Standort)                    | Schloss Rentweinsdorf                       | Rundturm nördlich des Schlosses, runder Hausteinbau mit Kegeldach, 1880 | D-6-74-190-3  | weitere Bilder                   |
| Planplatz 1 (Standort)                    | Schloss Rentweinsdorf                       | Auf der Südseite des Turms Wappenstein, bezeichnet 1529, früher an einem Nebengebäude | D-6-74-190-3  | weitere Bilder                   |
| Planplatz 1 (Standort)                    | Schloss Rentweinsdorf                       | Grabenmauer mit Rundturmfundament, Sandsteinquader, im Kern wohl noch mittelalterlich | D-6-74-190-3  | weitere Bilder                   |
| Planplatz 1 (Standort)                    | Schloss Rentweinsdorf                       | Zum Ehrenhof und zum Park Treppen, um 1750 | D-6-74-190-3  | weitere Bilder                   |
| Planplatz 11 (Standort)                   | Ökonomiegebäude im Nordwesten des Schlosses | Scheunen und Wohnhaus, Massivbauten mit Hausteingliederungen, Sattel- und Walmdächern, 18./19. Jahrhundert | D-6-74-190-3  | weitere Bilder                   |
| Planplatz 3 (Standort)                    | Ökonomiegebäude im Nordwesten des Schlosses | Zwei parallele eingeschossige Scheunen, Massivbauten mit Fachwerkteilen und Halbwalmdächern, 18./19. Jahrhundert | D-6-74-190-3  | weitere Bilder                   |
| Starenweg 5 (Standort)                    | Ehemaliges Wohnstallhaus                    | Eingeschossiger und traufständiger Sandsteinquaderbau mit Halbwalmdach, um 1865 | D-6-74-190-19 | weitere Bilder                   |
| Starenweg 5 (Standort)                    | Scheune                                     | Traufständiger Sandsteinquaderbau mit Satteldach, bezeichnet „1839“ | D-6-74-190-19 | weitere Bilder                   |
| Vorstadt 19 (Standort)                    | Wohnhaus                                    | Handwerkerhaus der planmäßig angelegten Vorstadt, gegen die Straße zweigeschossiger und gartenseitig eingeschossiger, einseitig abgewalmter Frackdachbau mit tonnengewölbtem Keller und Natursteinfassade am Ende der ursprünglich gleichartigen Häuserzeile, 1795, innen teilweise erneuert | D-6-74-190-29 | BW                               |

### Losbergsgereuth
| Lage                          | Objekt   | Beschreibung                                                                                | Akten-Nr.    | Bild     |
| ----------------------------- | -------- | ------------------------------------------------------------------------------------------- | ------------ | -------- |
| Losbergsgereuth 18 (Standort) | Wegkreuz | Gotisierender Dreinageltypus, Kreuz mit Dreipassenden, auf Inschriftsockel, Sandstein, 1892 | D-6-74-190-9 | Wegkreuz |

### Ottneuses
| Lage                    | Objekt  | Beschreibung                                                       | Akten-Nr.    | Bild    |
| ----------------------- | ------- | ------------------------------------------------------------------ | ------------ | ------- |
| In Ottneuses (Standort) | Madonna | Auf barockisierendem Inschriftsockel, Sandstein, bezeichnet „1901“ | D-6-74-190-8 | Madonna |

### Salmsdorf
| Lage                    | Objekt                                    | Beschreibung | Akten-Nr.     | Bild           |
| ----------------------- | ----------------------------------------- | --- | ------------- | -------------- |
| In Salmsdorf (Standort) | Dorflinde                                 | mit acht Stützsäulen aus Sandstein, 18. Jahrhundert | D-6-74-190-12 | weitere Bilder |
| In Salmsdorf (Standort) | Sühnekreuz                                | Kreuzstein aus Sandstein, spätmittelalterlich | D-6-74-190-22 | weitere Bilder |
| In Salmsdorf (Standort) | Friedhofskreuz                            | und Heimkehrer- und Gefallenendenkmal für 1914-18, Sandsteinkruzifix mit reduziert historisierendem Sockel mit Inschriften, um 1920                       | D-6-74-190-28 | weitere Bilder |
| In Salmsdorf (Standort) | Grabmal                                   | mit türmchenartiger Figurennische und seitlichen Inschrifttafeln, Sandstein, gotisierender Späthistorismus, 1920                                          | D-6-74-190-28 | weitere Bilder |
| In Salmsdorf (Standort) | Grabmal                                   | D-6-74-190-28 Grabmal mit seitlichen Anschwüngen.jpg | D-6-74-190-28 | weitere Bilder |
| Salmsdorf 12 (Standort) | Wohnhaus                                  | Zweigeschossiger Satteldachbau mit polygonalem Eckerker, Erdgeschoss in Ziegel, 18. Jahrhundert, Aufstockung mit Satteldach und Fachwerkgiebel um 1920/30 | D-6-74-190-11 | Wohnhaus       |
| Salmsdorf 29 (Standort) | Evangelisch-lutherische Kirche St. Martin | Saalbau mit innen eingezogenem quadratischem Chor, Walmdach und Dachreiter, 1708, Portal 1724; mit Ausstattung                                            | D-6-74-190-10 | weitere Bilder |

### Sendelbach
| Lage                     | Objekt                | Beschreibung | Akten-Nr.     | Bild                  |
| ------------------------ | --------------------- | --- | ------------- | --------------------- |
| Sendelbach 15 (Standort) | Wohnhaus              | Ehemaliges Wohnstallhaus, eingeschossiger und traufständiger Satteldachbau, mit vorkragender Traufe, Zierfachwerk, Stall in Haustein, um 1700                                   | D-6-74-190-13 | weitere Bilder        |
| Sendelbach 15 (Standort) | Scheune               | Satteldachbau aus Sandsteinquadern, Mitte 19. Jahrhundert | D-6-74-190-13 | weitere Bilder        |
| Sendelbach 18 (Standort) | Sogenannte Hohe Warte | ehemaliges Spital, dreigeschossiger und giebelständiger Satteldachbau, mit Fachwerkobergeschoss, 1613 von Meister Eberhard als Spital errichtet, Kellerzugang bezeichnet „1845“ | D-6-74-190-14 | Sogenannte Hohe Warte |

### Treinfeld
| Lage                                              | Objekt              | Beschreibung | Akten-Nr.     | Bild           |
| ------------------------------------------------- | ------------------- | --- | ------------- | -------------- |
| Treinfeld 1; an der Südseite des Ortes (Standort) | Torhaus             | Zweigeschossiger Walmdachbau, die Feldseite in Haustein und Bruchstein, 1551, die Stadtseite mit Fachwerk von 1956, Dachreiter von 1972 | D-6-74-190-16 | weitere Bilder |
| Treinfeld 20 (Standort)                           | Kellerhaus          | Eingeschossiges Sandsteinquaderhaus mit Frackdach und rundbogigem Kellertor                                                             | D-6-74-190-23 | weitere Bilder |
| Treinfeld 20 (Standort)                           | Sieben Felsenkeller | Ende 18. Jahrhundert und erste Hälfte 19. Jahrhundert                                                                                   | D-6-74-190-23 | weitere Bilder |

### Treinfeldsmühle
| Lage                                     | Objekt          | Beschreibung                                                                                                  | Akten-Nr.     | Bild           |
| ---------------------------------------- | --------------- | --- | ------------- | -------------- |
| Treinfeld 30; Treinfeldsmühle (Standort) | Treinfeldsmühle | Giebelständiger, zweigeschossiger und langgestreckter Sandsteinbau mit Fachwerkgiebel, mit Rokokoportal, 1791 | D-6-74-190-17 | weitere Bilder |
| Treinfeld 30; Treinfeldsmühle (Standort) | Treinfeldsmühle | Nach Osten zugehörige Anbauten, 1791                                                                          | D-6-74-190-17 | weitere Bilder |
| Treinfeld 30; Treinfeldsmühle (Standort) | Treinfeldsmühle | Scheunen, zwei im Winkel stehende Satteldachbauten aus Haustein, Lisenengliederung, um 1870                   | D-6-74-190-17 | weitere Bilder |

## Abgegangene Baudenkmäler
| Lage                                                                         | Objekt                                      | Beschreibung | Akten-Nr.     | Bild |
| ---------------------------------------------------------------------------- | ------------------------------------------- | --- | ------------- | ---- |
| Rentweinsdorf Planplatz 9 (Standort)                                         | Ökonomiegebäude im Nordwesten des Schlosses | Wohnhaus, zweigeschossiger, zum Schloss traufständiger Walmdachbau, geohrte Fensterrahmen, Wappenrelief, zweite Hälfte 18. Jahrhundert Zwischen 2008 und 2015 abgerissen | D-6-74-190-3  | BW   |
| Rentweinsdorf Planplatz 11, auf der Südostseite des Ökonomiehofes (Standort) | Ökonomiegebäude im Nordwesten des Schlosses | Arbeiterwohnhaus, zweigeschossiger, zum Schloss traufständiger Halbwalmdachbau, 18./19. Jahrhundert Zwischen 2008 und 2015 abgerissen                                    | D-6-74-190-3  | BW   |
| Sendelbach Sendelbach 21 (Standort)                                          | Erdgeschossiges Wohnstallhaus               | Massiv mit Halbwalmdach, profilierte Stichbogenfenster, erste Hälfte 19. Jahrhundert Vor 2001 durch Neubau ersetzt                                                       | D-6-74-190-15 | BW   |
| Losbergsgereuth Losbergsgereuth 15 (Standort)                                | Wegkreuz                                    | Dreinageltypus auf Inschriftsockel, neugotisch, 1898, Kreuz 1946 erneuert Nicht auffindbar, im September 2022 aus der Denkmalliste gelöscht                              | D-6-74-190-20 | BW   |